# Quái vật Gila
Quái vật Gila (tên khoa học: Heloderma suspectum, /ˈhiːlə/ HEE-lə) là một loài thằn lằn độc nguồn gốc ở tây nam Hoa Kỳ và tây bắc bang Sonora của Mexico. Nó là một loài thằn lăn nặng nề di chuyển chậm, dài tới 60 cm (2,0 ft), quái vật Gila là thằn lằn có nọc độc bản địa Mỹ và là một trong hai loài thằn lằn có nọc độc đã được biết đến ở Bắc Mỹ, loài còn lại là thằn lằn đính cườm (H. horridum). Mặc dù quái vật Gila có nọc độc, nhưng bản chất chậm chạp của nó có nghĩa là con người ít bị nó mối đe dọa. Tuy nhiên, nó có một danh tiếng đáng sợ và đôi khi bị giết chết dù đã được bảo vệ bởi pháp luật bang Arizona.

## Phân bố và môi trường sống

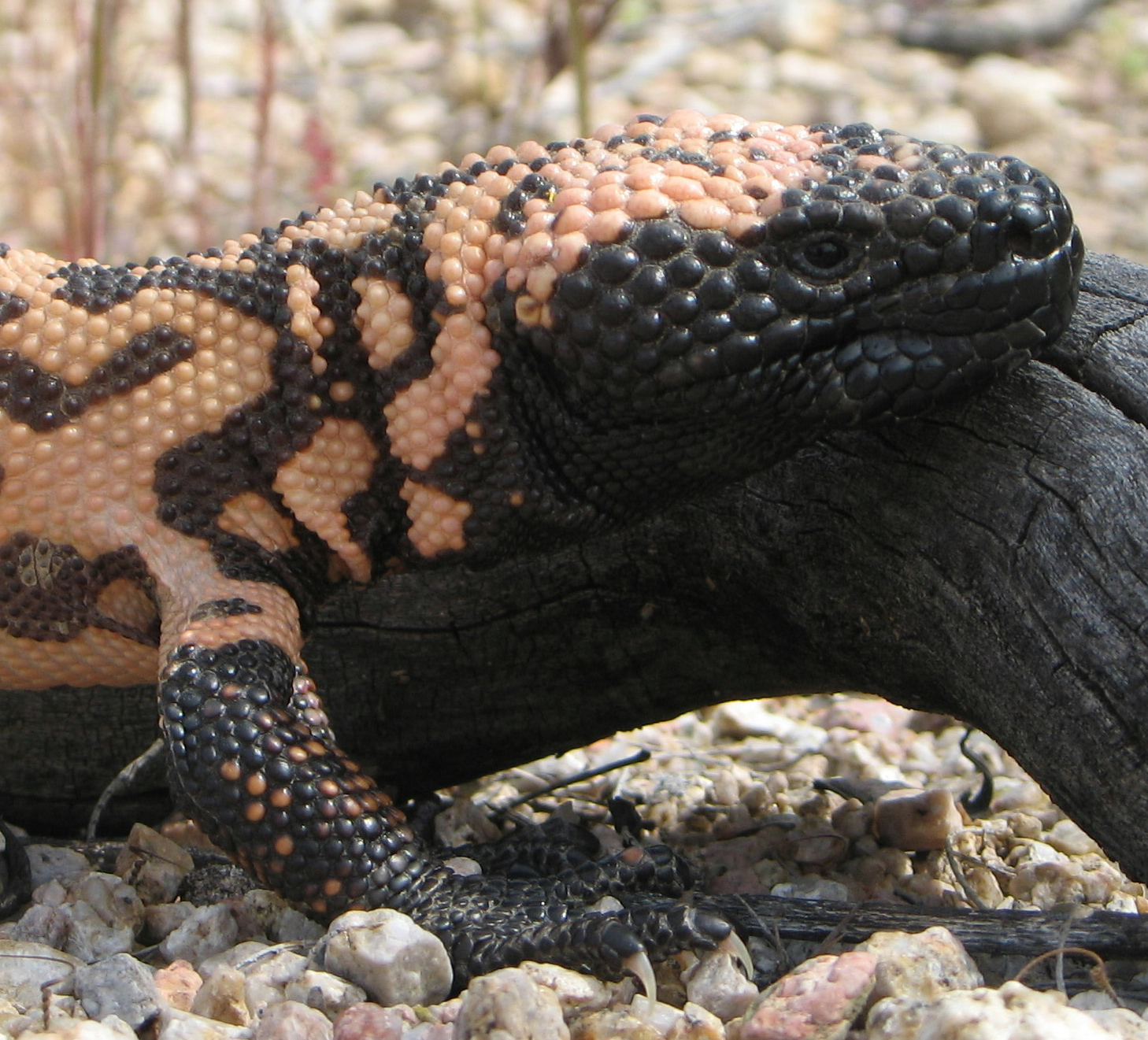
Đầu với vảy như hột cườm và các chân trước to khỏe và móng vuốt thích hợp cho việc đào bới.

Quái vật Gila được tìm thấy tại tây nam Hoa Kỳ và México, một phạm vi bao gồm Sonora, Arizona, các phần của California, Nevada, Utah và New Mexico (nhưng không bao gồm Baja California). Chúng sinh sống ở bụi rậm, các sa mạc có cây mọng nước và rừng gỗ sồi, tìm nơi trú ẩn trong hang hốc, bụi rậm, và dưới các hốc đá ở vị trí dễ tiếp cận hơi ẩm. Trên thực tế, quái vật Gila có vẻ thích nước và có thể thấy chúng ngâm mình trong vũng nước sau cơn mưa mùa hè. Chúng tránh sống trong khu vực đất phẳng thoáng rộng và đất nông nghiệp.

## Sinh thái học
Quái vật Gila dành 90% thời gian của chúng dưới lòng đất trong hang đá hoặc nơi trú ẩn. Nó hoạt động vào buổi sáng vào mùa khô (mùa xuân và đầu mùa hè), sau đó vào mùa hè, chúng có thể hoạt động vào những đêm ấm áp hoặc sau cơn giông. Nó duy trì một nhiệt độ bề mặt cơ thể khoảng 30 °C (86 °F). Quái vật Gila chạy chậm, nhưng có sức chịu đựng tương đối cao và khả năng háo khí tối đa (VO2 tối đa). Chúng bị cả chó sói đồng cỏ Bắc Mỹ lẫn các loại chim ăn thịt săn bắt.

### Chế độ ăn uống
Quái vật Gila ăn thịt các loại chim, thú, ếch, thằn lằn, côn trùng nhỏ và xác thối rữa. Quái vật Gila chủ yếu ăn chim và trứng bò sát, và ăn không thường xuyên (chỉ 5-10 lần một năm trong tự nhiên), nhưng khi nó ăn, có thể ăn lên đến một phần ba khối lượng cơ thể của nó.
Con mồi có thể bị nghiền nát đến chết nếu lớn hoặc ăn sống nếu nhỏ, nó bị nuốt đầu vào trước và bị nuốt vào nhờ các cơn co và gập cong cổ. Điều bất thường là ngay sau khi thức ăn đã bị nuốt, quái vật Gila ngay lập tức lại tiếp tục búng lưỡi và thể hiện hành vi tìm kiếm, có thể là kết quả của lịch sử tìm kiếm con mồi ẩn nấp trong bụi như trứng và chim non trong tổ. Quái vật Gila có thể trèo cây và xương rồng để tìm kiếm trứng.

## Tình trạng bảo tồn
Phá hoại môi trường đã tác động xấu đến số lượng quái vật Gila. Năm 1952, chúng trở thành loài động vật có độc đầu tiên được pháp luật bảo vệ. Quái vật Gila được IUCN liệt kê là loài sắp bị đe dọa. Năm 1963, vườn thú San Diego trở thành vườn thú đầu tiên cho quái vật Gila sinh sản thành công trong điều kiện giam cầm.

## Bộ sưu tập

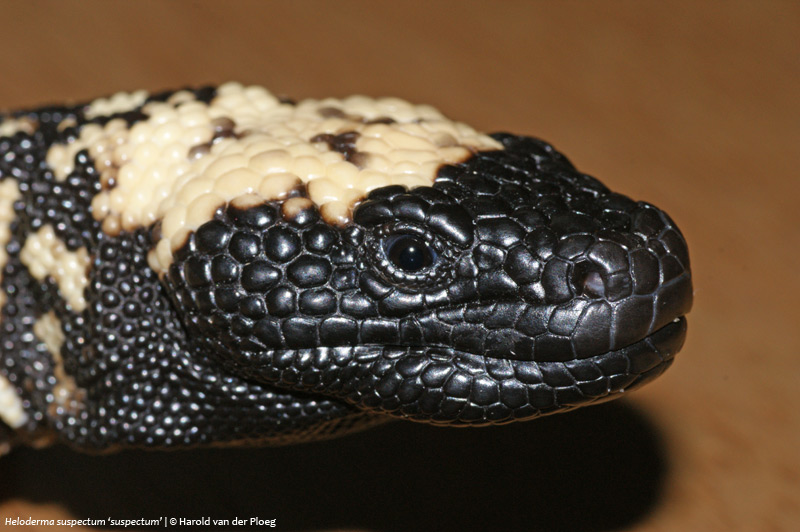
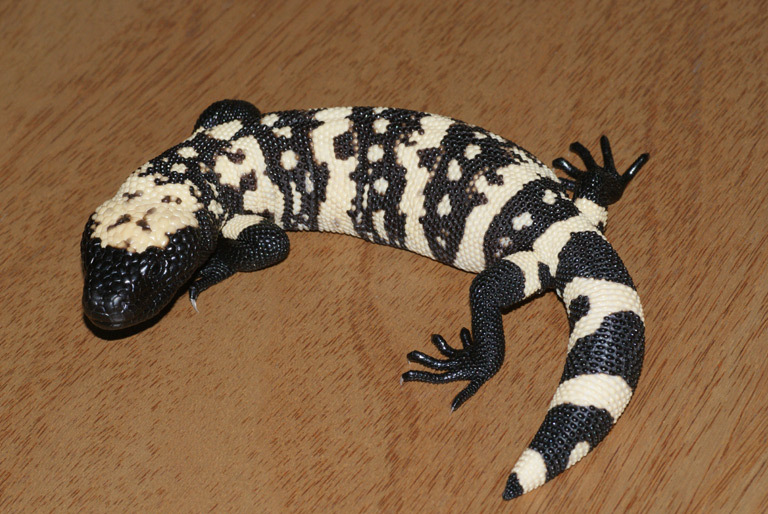
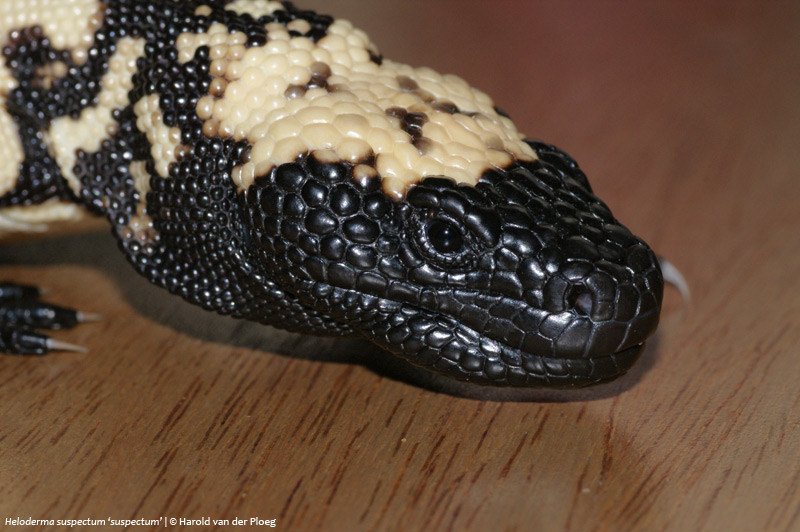